# VoiceLab.AI
VoiceLab.AI (dawniej VoiceLab) – polska firma technologiczna zajmująca się przetwarzaniem oraz rozumieniem mowy w wielu językach, przede wszystkim w języku polskim i w języku angielskim, a także w j. niemieckim, j. ukraińskim, j. rosyjskim, j. rumuńskim i in. Spółka prowadzi także prace badawczo-rozwojowe, w ramach których powstają nowe algorytmy oparte na sztucznej inteligencji. VoiceLab.AI jest pierwszą firmą w Polsce z autorską technologią automatycznego rozpoznawania mowy. Firma stworzyła także pierwszą polską alternatywę dla ChatGPT – TRURL.AI.

## Rozwiązania
VoiceLab.AI jest producentem rozwiązań technologicznych z zakresu przetwarzania i rozumienia mowy, między innymi takich jak system automatycznego rozpoznawania mowy (ASR) metodami SRGS i LVCSR czy system biometrii głosowej (biometria aktywna i pasywna). Rozwiązania firmy oparte są na algorytmach uczenia maszynowego, NLU (ang. Natural Language Understanding), DNN.
VoiceLab.AI jako pierwsza firma w Polsce zaproponowała alternatywne rozwiązanie dla ChatGPT. W maju 2023 roku nastąpiła premiera pierwszego polskiego chatbota stworzonego przez VoiceLab.AI – TRURL.AI Chatbot ten swoją nazwą nawiązuje do twórczości Stanisława Lema, a konkretniej do imienia robota konstruktora o niemal boskich zdolnościach – Trurla. 

## Obecnie
VoiceLab.AI jest członkiem WeXelerate – wiedeńskiego akceleratora start-upów. W ramach działań WeXelerate polska spółka powiązana jest z projektem zbierania oznaczonych danych językowych na dużą skalę.
W 2018 oferta na system automatycznej transkrypcji zapisów cyfrowych z przebiegu rozpraw dla polskiego sądownictwa zaproponowana przez konsorcjum VoiceLab.AI i Comarch zwyciężyła w przetargu organizowanym przez Sąd Apelacyjny we Wrocławiu.

## Nagrody
- Spółka zdobyła złoty medal za produkt VoiceLab Dictate na Międzynarodowych Targach Innowacji Gospodarczych i Naukowych INTARG 2016[6], które odbyły się pod patronatem honorowym Wiceprezesa Rady Ministrów i Ministra Nauki i Szkolnictwa Wyższego Jarosława Gowina.
- W 2018 VoiceLab.AI został laureatem konkursu ThinkBig[7], orgaznizowanego przez UPC, a Pomorski Gryf Gospodarczy[8] pod patronatem Marszałka Województwa Pomorskiego Mieczysława Struka nagrodził firmę dwoma odznaczeniami w kategoriach Lider Innowacji oraz Pomorski Start-up.

## Współpraca z jednostkami badawczymi
VoiceLab.AI posiada własną Radę naukową ekspertów:
- Profesor Bastiaan Kleijn, założyciel Global IP Solutions, obecnie pracujący w Nowej Zelandii w School of Engineering and Computer Science in Victoria.
- Profesor Reinhold Haeb-Umbach znany ze swojej pionierskiej pracy nad rozpoznawaniem mowy dla Philips Laboratories, obecnie członek wydziału i lider Grupy Multimedia na Uniwersytecie Paderborn w Niemczech.
- Profesor Maciej Niedźwiecki z Katedry Systemów Automatyki Politechniki Gdańskiej.
- dr hab. inż. Jan Daciuk, prof. nadzw. PG z Katedry Inteligentnych Systemów Interaktywnych Politechniki Gdańskiej.

Ponadto firma współpracuje z jednostkami badawczymi w różnych środowiskach akademickich oraz realizuje projekty na rzecz państwa.